# Gramàtica del finès

Aquest article tracta la gramàtica de la llengua finesa (l'article Finès parla de la llengua en general i conté una panoràmica ràpida de la gramàtica).
Per la manera com la llengua parlada difereix de la llengua escrita, vegeu finès col·loquial.
A diferència de les llengües parlades en països veïns (com suec i noruec, que són llengües escandinaves o rus, que és una llengua eslava), el finlandès és una llengua uraliana i en concret del grup de llengües baltofineses. Tipològicament és una llengua aglutinant. Com altres llengües uralianes, el finès té harmonia vocàlica, i com altres llengües baltofineses, té gradació consonàntica.

## L'estructura de les paraules
El principi bàsic de la formació de les paraules en finès és afegir sufixos o terminacions a les arrels lèxiques.
Exemples:
Afegint les terminacions -ssa "dins", -ni "meu", i -kin "també" a l'arrel talo "casa", es pot formar la paraula talossanikin "també a casa meva".
Exemples:
Afegint les terminacions -i "passat", -n "jo", i -han "oi tant!" a l'arrel sano "dir", es pot formar la paraula sanoinhan "oi tant que ho vaig dir!".
El finès no té articles. Sovint la determinació es pot marcar amb l'ordre de les paraules:
Kadulla on koira "Hi ha un gos al carrer" (literalment 'a carrer és gos').
Koira on kadulla "El gos és al carrer" (literalment 'gos és a carrer').

## Les formes dels noms, adjectius, pronoms, numerals
Els noms, adjectius, pronoms, i numerals prenen les mateixes menes de terminacions, es flexionen de la mateixa manera.
A més dels sufixos de derivació, aquestes classes de paraules poden prendre quatre menes de terminacions, en aquest ordre:
- nombre (singular o plural)
- cas (marca de funció a la frase, que en alguns casos corresponen a les nostres preposicions)
- possessius (que es tradueixen com "el meu", "els vostres", etc)
- i partícules enclítiques (que aporten matisos com "també", "oi tant!", "si us plau", pregunta, etc)

El finès no té gènere gramatical ni en noms ni en pronoms. Per exemple, el pronom personal hän pot referir-se a "ell" o "ella" segons els referent. Tampoc no hi ha articles ni definitis ni indefinits.
Els noms poden tenir dos nombres: singular o plural.
El singular no es marca mai.
El plural té dues terminacions: -t per al cas nominatiu (o forma bàsica) i -i- per tots els altres casos.
(La terminació -i- pot variar a vegades segons el context com -j-)
| Singular                      | Plural                            |
| auto "el cotxe"               | autot "els cotxes"                |
| autossa "dins del cotxe"      | autoissa "dins dels cotxes"       |
| autosta "des del cotxe"       | autoista "des dels cotxes"        |
| autoon "cap a dins del cotxe" | autoihin "cap a dins dels cotxes" |
| autolla "amb el cotxe"        | autoilla "amb els cotxes"         |
El finès té fins a 15 casos.
Aquesta taula resumeix les seves terminacions i les seves funcions bàsiques.
| Cas        | Terminacions                                                       | Funció                                                           | Exemple |
| Nominatiu  | cap marca; -t (plural)                                             | forma bàsica, la que surt al diccionari                          | pyörä "la bicicleta", perhe "la família"                                                                         |
| Genitiu    | -n; -den, -tten                                                    | possessió o relació                                              | pyörän "de la bicicleta", perheen "de la família"                                                                |
| Acusatiu   | -n; -t (només per a alguns pronoms)                                | objecte (complet)                                                | hänet "a ell/ella"                                                                                               |
| Partitiu   | -a ~ -ä; -ta ~ -tä; -tta ~ -ttä                                    | quantitat indefinida o indeterminada, objecte parcial            | maitoa "(una mica de) llet", vettä "(una mica d') aigua", perhettä "(uns de la) família"                         |
| Inessiu    | -ssa ~ -ssä                                                        | a dins de, a, en                                                 | talossa "a dins de casa", 'Helsingissa "a Hèlsinki"                                                              |
| Elatiu     | -sta ~ -stä                                                        | des de dins de, des de, de, cap a fora de                        | talosta "a fora de casa", 'Helsingista "des de Hèlsinki"                                                         |
| Il·latiu   | -Vn, -hVn (V per repetir la mateixa vocal anterior) ; -seen, -siin | cap a dins de, cap a, a                                          | taloon "cap a dins de casa", Helsinkiin "cap a Hèlsinki", tiehen "cap a la carretera", Porvooseen "cap a Porvoo" |
| Adessiu    | -lla ~ -llä                                                        | a prop, a sobre; amb (instrument)                                | pöydällä "sobre la taula", Tamperella "a Tàmpere"; pyörällä "amb bicicleta", junalla "amb tren"                  |
| Ablatiu    | -lta ~ -ltä                                                        | des de prop, des de sobre                                        | pöydä/ltä "de sobre la taula", Tamperelta "des de Tàmpere"                                                       |
| Al·latiu   | -lle                                                               | cap a prop, cap a sobre; per a (beneficiari)                     | pöydälle "a sobre la taula", Tamperelle "cap a Tàmpere"; tytölle "per a la nena"                                 |
| Essiu      | -na ~ -nä                                                          | estat, "en qualitat de"                                          | opettajana "com a mestre"; punaisena "(com si fos) vermell"                                                      |
| Translatiu | -ksi                                                               | canvi d'estat                                                    | opettajaksi "(esdevenir) un mestre", punaiseksi "(tornar-se) vermell"                                            |
| Comitatiu  | -ine-                                                              | en companyia de (sempre amb un sufix possessiu rere)             | vaimoineni "amb la meva dona"                                                                                    |
| Abessiu    | -tta ~ -ttä                                                        | sense (però és molt més habitual fer servir la preposició ilman) | passitta "sense passaport"                                                                                       |
| Instructiu | -n                                                                 | (usos idiomàtics)                                                | jalan "a peu" |
Aquesta taula llista els sufixos possessius.
Les terminacions són iguals per la tercera persona en singular i en plural.
| Persones                 | Terminacions | Exemple                                             |
| Primera persona singular | -ni          | (minun) kirjani "el meu llibre"                     |
| Segona persona singular  | -si          | (sinun) pyöräsi "la teva bicicleta"                 |
| Tercera persona singular | -nsa         | hänen autonsa "el seu cotxe" (d'ell, d'ella)        |
| Primera persona plural   | -mme         | (meidän) automme "el nostre cotxe"                  |
| Segona persona plural    | -nne         | (teidän) kirjanne "el vostre llibre"                |
| Tercera persona plural   | -nsa         | heidän perhensa "la seva família" (d'ells, d'elles) |
L'últim grup de sufixos són les partícules enclítiques, que també poden aparèixer rere dels verbs.
Aquestes són les partícules més comunes:
| Sufixos       | Significat                         | Exemple                                     |
| -kin          | també                              | sinäkin tulit "tu també vas venir"          |
| -kään ~ -kään | tampoc, no                         | sinäkään et tullut "tu tampoc no vas venir" |
| -ko ~ -kö     | pregunta                           | sinäkö tulit? "que vas venir tu?"           |
| -han ~ -hän   | èmfasi / com ja sabeu / si us plau | onhan se "és ben bé així!"                  |
| -pa ~ -pä     | èmfasi / sorpresa                  | onpa kallis! "sí que és car!"               |

## Les formes dels verbs
Els verbs es flexionen per persona, nombre, temps, mode.
A més, poden portar partícules enclítiques al final.
El finès només té dos temps simples: el "present", sense marca, que es fa servir per a present i futur, 
i el "passat" que es marca amb la terminació -i- entre la rel i la terminació de persona i nombre.
(Aquesta terminació -i- pot variar a vegades segons el context com -j-)
Les terminacions de persona i nombre són aquestes:
| Persones                 | Terminacions                                       | Exemple                       |
| Primera persona singular | -n                                                 | (minä) sanon "jo dic"         |
| Segona persona singular  | -t                                                 | (sinä) sanot "tu dius"        |
| Tercera persona singular | -0, excepte en present que repeteix la vocal final | hän sanoo "ell/ella diu"      |
| Primera persona plural   | -mme                                               | (me) sanomme "nosaltres diem" |
| Segona persona plural    | -tte                                               | (te) sanotte "vosaltres dieu" |
| Tercera persona plural   | -vat ~ -vät                                        | he sanovat "ells/elles diuen" |
| Impersonal o "passiva"   | -ta ~ -tä + (mode) Vn (V repeteix vocal anterior)  | sanotaan "es diu"             |

La forma anomenada "passiva" a les gramàtiques de finès implica sempre un agent no explicitat. Normalment es pot traduir per l'impersonal en català.
De fet en finès parlat sovint es fa servir aquesta forma impersonal en comptes de la primera persona plural (nosaltres), exemple me mennään "ens en anem" (la forma estàndard seria me menemme). I en finès parlat aquesta forma sense pronom personal es fa servir per a la primera persona plural de l'imperatiu, exemple mennään! "anem!" (la forma estàndard seria menkäämme!).

## Els pronoms
Els pronoms en finès es flexionen d'una manera semblant als noms i adjectius.

### Els pronoms personals
Els pronoms personals només es fan servir per a referir-se a persones.
En aquesta taula es llisten els pronoms personals del finès en cas nominatiu (subjecte):
| Finès             | Català      |
| Singular          | Singular    |
| ----------------- | ----------- |
| minä              | jo          |
| sinä              | tu          |
| hän               | ell, ella   |
| Plural            |             |
| me                | nosaltres   |
| te                | vosaltres   |
| he                | ells, elles |
| Forma de cortesia |             |
| Te                | vós, vostè  |
Com que els verbs en finès tenen flexió per persona i nombre gramaticals, els pronoms de subjecte no solen ser necessaris, i normalment els pronoms de primera i de segona persona (jo, tu, nosaltres, vosaltres) s'ometen habitualment en la llengua estàndard, excepte quan es fan servir per èmfasi. En finès parlat, generalment es fan servit tots els pronoms. Per a la tercera persona (ell, ella, ells, elles) el pronom sí que és necessari: hän menee 'ell/ella se'n va', he menevät 'ells/elles se'n van'. Això aplica tant a la llengua parlada com a l'escrita.
En finès parlat, els pronoms demostratius se i ne també es fan servir sovint com a pronoms de tercera persona (singular i plural respectivament). L'ús de hän i he està restringit al llenguatge escrit i al discurs marcadament formal.
Minä i sinä es canvien per formes col·loquials (les formes més comunes mä i sä, o en alguns dialectes: mää i sää, miä i siä, o mie i sie). Els plurals me, te i he són prou curts per no tenir formes col·loquials reduïdes.
Com en altres llengües, la forma de la segona persona del plural es pot fer servir com a forma de cortesia per dirigir-se a una persona, tot i que aquest costum està desapareixent de la societat finlandesa.

### Els pronoms demostratius
Els pronoms demostratius es fan servir amb animals, entitats i objectes inanimats.
De totes maneres, se i ne sovint es fan servir per a persones en finès parlat.
A més, els demostratius es fan servir per a referir-se a noms de grup (col·lectius) i el nombre gramatical 
del pronom ha de concordar amb el nombre del seu referent.
| Finès    | Català              |
| Singular | Singular            |
| -------- | ------------------- |
| tämä     | aquest/aquesta/això |
| tuo      | aquell/aquella/allò |
| se       | ell/ella/allò       |
| Plural   |                     |
| nämä     | aquests/aquestes    |
| nuo      | aquells/aquelles    |
| ne       | ells/elles          |

### Els pronoms interrogatius
| Finès               | Català                                                                         |
| ------------------- | ------------------------------------------------------------------------------ |
| kuka                | qui?, quin? (per persones)                                                     |
| ketä                | a qui?, a quin? (per persones) (de fet és el partitiu de kuka amb rel ke-)     |
| kenen, kenellä      | de qui? (per persones) (de fet són genitiu, al·latiu de kuka amb la rel kene-) |
| mikä, mitä          | què?, quin? (de fet mitä és el partitiu de mikä)                               |
| missä, mistä, mihin | a on? des d'on? cap a on? (de fet són inessiu, elatiu, il·latiu de mikä)       |
| millainen           | de quina mena?                                                                 |
| kumpi               | quin dels dos?                                                                 |
| kuinka paljon       | quant?                                                                         |
| koska               | quan?                                                                          |
| miksi               | per què? (de fet és el translatiu de mikä)                                     |

### Els pronoms relatius
| Pronom | Exemple                                                                           | Català                                                                                         |
| --- | --------------------------------------------------------------------------------- | ---------------------------------------------------------------------------------------------- |
| joka (es refereix a la paraula precedent, es fa servir sempre quan es refereix a persones)                                                       | Hän, on ainoa, jonka muistan. Se, jota odotin. Paras mies, jonka tunnen.          | "Ell/ella és l'únic/a que recordo". "(La persona) a qui esperava". "El millor home que conec". |
| mikä (es refereix a la frase precedent o a un pronom precedent que es refereix a una cosa o a un adjectiu superlatiu que es refereix a una cosa) | Se, on ainoa asia, minkä muistan. Kaikki, mitä olen nähnyt. Parasta, mitä tiedän. | "Allò és l'única cosa que recordo". "Tot el que he vist". "El millor del que conec".           |

### Els pronoms recíprocs
| Pronom | Exemple                       | Català                                     |
| ------ | ----------------------------- | ------------------------------------------ |
| toinen | he rakastavat toisiaan        | "s'estimen entre ells (els uns als altres) |
| toinen | he rakastavat toinen toistaan | "s'estimen l'un a l'altre" (entre dos)     |

### Els pronoms reflexius
| Pronom | Suffix                                                    | Exemple                                                            | Català                                       |
| ------ | --------------------------------------------------------- | ------------------------------------------------------------------ | -------------------------------------------- |
| itse   | (seguit de suffix possessiu que marca persona gramatical) | keitin itselleni teetä (el sufix -ni és el possessiu "meu, de mi") | "(Jo) m'he fet una mica de te" (a mi mateix) |

### Els pronoms indefinits
| Finès                                        | Català                                        |
| -------------------------------------------- | --------------------------------------------- |
| joku                                         | algun, algú (persona)                         |
| jokin                                        | algun, quelcom (animal o cosa)                |
| joka (invariable)                            | cada                                          |
| jokainen                                     | cada, cada un, cadascun                       |
| kukin                                        | cadascú, cadascun, cada un                    |
| (ei) kukaan                                  | ningú, cap, ni un                             |
| mikin                                        | cada cosa                                     |
| (ei) mikään                                  | res, cap cosa                                 |
| jompikumpi                                   | un dels dos                                   |
| kumpikin                                     | tots dos                                      |
| (ei) kumpikaan                               | cap dels dos                                  |
| mones (nominatiu), monente- (resta de casos) | pronom ordinal, representa primer, segon etc. |
El pronom joku es declina en dues parts jo- i -ku- afegint les terminacions de cas a cada part, exemple jo-lta-ku-lta "d'algú" (ablatiu).
El pronom jompikumpi es declina en dues parts jompi- i -kumpi- afegint les terminacions de cas a cada part, exemple jomma-lta-kumma-lta "d'un dels dos" (ablatiu).
Els pronoms amb les terminacions -kaan/-kään i -kin, que són clítics, prenen les terminacions de cas al davant d'aquests clítics, exemple mikään "qualsevol", miltäkään "des de qualsevol".
Hi ha nominatius irregulars com kukaan que pren l'arrel kene- amb el clític-kään a la resta de casos, exemple kukaan "cap", keneltäkään "des de cap".
El pronom mones seria l'ordinal per a preguntes, alguna cosa com "quin enèsim? quin quantè? quina posició ordinal?". Exemples, Palkkio riippuu siitä monentenako tulee maaliin "El premi depèn d'en quina posició s'arriba al final". La pregunta Monesko? es podria traduir per "quin?" assumint que la resposta ha de ser un ordinal com primer, segon etc

Alguns adjectius indefinits també es prenen sovint com pronoms indefinits. Aquests inclouen:
| Finès                | Català        |
| -------------------- | ------------- |
| ainoa                | l'únic        |
| eräs                 | algun, un tal |
| harva                | pocs          |
| itse (no reflexiu)   | el mateix     |
| kaikki               | tots, tothom  |
| molemmat             | els dos       |
| moni                 | molts         |
| muu                  | un altre      |
| muutama              | uns quants    |
| sama                 | el mateix     |
| toinen (no recíproc) | un altre      |